# Circuito Luján de Cuyo
Circuito Luján de Cuyo era el nombre que recibía un ramal que pertenece al Ferrocarril General San Martín, Argentina. Tiene la particularidad de ser un circuito cerrado de vías.

## Ubicación
Se halla en la provincia de Mendoza en los departamentos Capital, Maipú y Luján de Cuyo.
Desde 2012 gran parte de sus vías fueron levantadas, y reemplazadas por vías de trocha media para la construcción del servicio urbano del Metrotranvía de Mendoza.

## Características
Es un ramal de la red del Ferrocarril General San Martín con una extensión de 45 km que parte y vuelve desde la estación central Mendoza.